# Marktrecht

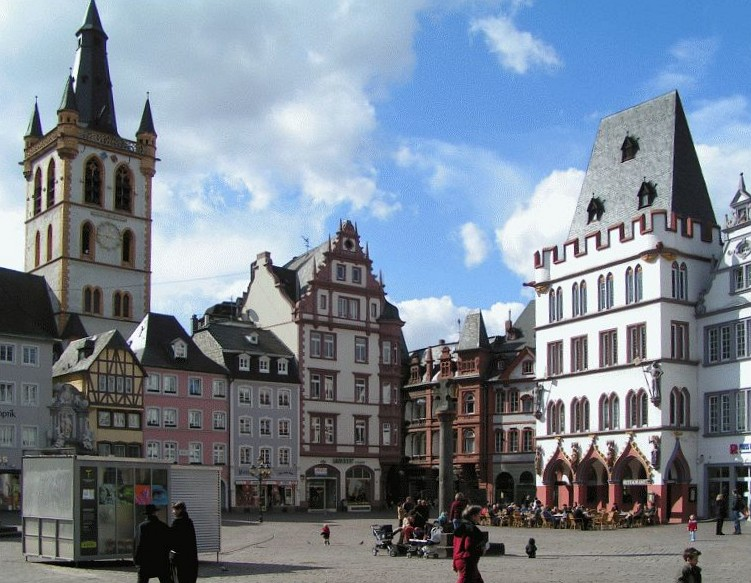
Marktplein in Trier met het marktkruis

Marktrecht was vanaf de Middeleeuwen het recht om jaar-, week- of dagmarkten te houden. Het vergunnen van marktrecht was verankerd in het leenstelsel en voorbehouden aan de persoon die zeggenschap had over een bepaald gebied, veelal de heer. Zonder marktrecht mocht een dorp of stad dus geen markt houden. Het verkrijgen van marktrecht is vaak een teken dat een bepaalde plaats een bepaalde omvang heeft bereikt. Omgekeerd bracht de toekenning van het marktrecht een plaats vaak tot bloei, de steden Leiden, Leuven of Schagen zijn daarvan voorbeelden. Goederen werden zowel naar het binnenland als buitenland verhandeld, bijvoorbeeld wollen stoffen van Leuven naar Engeland. 
Onder de eerste plaatsen in de Lage Landen die een marktrecht kregen waren Utrecht (936), Oldenzaal (1049) en Stavoren (1118) en 's-Hertogenbosch (1195). Nijmegen had vele eeuwen eerder, onder de Romeinen stadsrechten gekregen. 
Het hebben van marktrecht wil nog niet zeggen dat de plaats ook stadsrechten had. Een plaats met stadsrechten had meestal ook marktrecht, maar een plaats kon ook eerst marktrecht krijgen en pas later ook stadsrechten. Zo'n plaats wordt in Duitsland, als wel marktrecht, maar (nog) geen stadsrecht verleend werd,  (markt)vlek genoemd. In onder andere Beieren wordt zo'n plaats met Markt, elders in Duitsland met Marktflecken aangeduid.